# Двор (Жужемберк)
Двор (словен. Dvor) је насељено место у општини Жужемберк, регија Југоисточна Словенија, Словенија.

## Историја
До територијалне реорганизације у Словенији био је у саставу старе општине Ново Место.

## Становништво
У попису становништва из 2011. године, Двор је имао 395 становника.
| Број становника према пописима | Број становника према пописима | Број становника према пописима |
| ------------------------------ | ------------------------------ | ------------------------------ |
| 1991                           | 2002                           | 2011                           |
| 345                            | 389                            | 395                            |

Напомена: Године 2000. извршена је мања размена територија између насеља Винков Врх и Двор а 2011. између насеља Двор и Јама при Двору.

## Галерија
- улаз у насеље
- обала Крке
- један од објеката железаре и ливнице
- остаци старе "Ауершпергове железаре"